# Daniel S. Norton

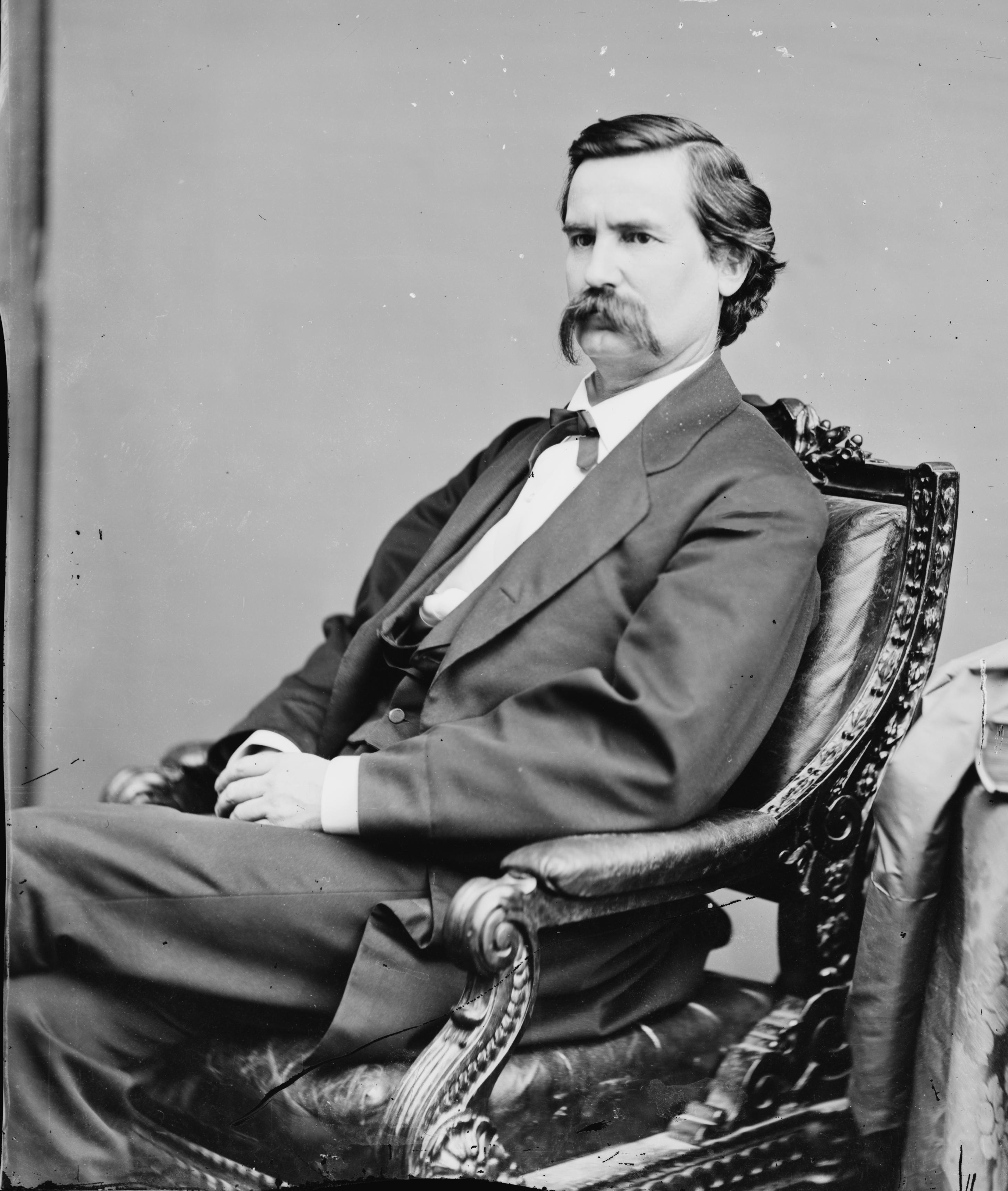
Daniel S. Norton

Daniel Sheldon Norton, född 12 april 1829 i Mount Vernon, Ohio, död 13 juli 1870 i Hibbing, Minnesota, var en amerikansk republikansk politiker. Han var senator för delstaten Minnesota från 4 mars 1865 fram till sin död.
Han utexaminerades från Kenyon College och deltog i mexikanska kriget. Han inledde 1852 sin karriär som advokat i Ohio. Han flyttade tre år senare till Minnesota. Han var ledamot av delstatens senat 1861-1864.
Nortons grav finns på Green Mount Cemetery i Baltimore, Maryland.